# ベアトリックス (小惑星)
ベアトリックス (83 Beatrix) は、小惑星帯に位置する小惑星。イタリアの天文学者アンニーバレ・デ・ガスパリスがナポリのカポ・ディ・モンテ天文台で発見した。
名前は、ダンテの『新生』や『神曲』に登場するベアトリーチェに因んで命名された。